# Бесонкур
Бесонкур (фр. Bessoncourt) је насељено место у Француској у региону Франш-Конте, у департману Територија Белфор.
По подацима из 2011. године у општини је живело 970 становника, а густина насељености је износила 124,36 становника/km².

## Демографија
| 1962. | 1968. | 1975. | 1982. | 1990. | 2011. |
| ----- | ----- | ----- | ----- | ----- | ----- |
| 306   | 268   | 346   | 508   | 805   | 970   |